# Cristóbal Halffter
Cristóbal Halffter Jiménez-Encina (ur. 24 marca 1930 w Madrycie, zm. 23 maja 2021 w Villafranca del Bierzo) – hiszpański kompozytor.

## Życiorys
Bratanek Rodolfa i Ernesta. W latach 1947–1951 studiował w konserwatorium w Madrycie u Conrado del Campo, był też uczniem Aleksandra Tansmana w Paryżu (1959). W 1952 roku nawiązał współpracę z Radio Nacional de España. Od 1955 do 1963 roku dyrygował orkiestrą im. Manuela de Falli. W latach 1961–1966 był wykładowcą Conservatorio Superior de Música, a od 1964 do 1966 roku także jego dyrektorem. W latach 1965–1966 dyrektor muzyczny orkiestry symfonicznej radia hiszpańskiego. W 1967 roku był stypendystą Berliner Künstler-Programm, a w latach 1968–1970 stypendystą Fundacji Forda. W latach 1970–1978 był docentem na Uniwersytecie Nawarry w Pampelunie. Od 1976–1978 roku kierował hiszpańską sekcją Międzynarodowego Towarzystwa Muzyki Współczesnej. Był wykładowcą Międzynarodowych Letnich Kursów Nowej Muzyki w Darmstadcie. W 1979 roku został dyrektorem artystycznym Experimentalstudio der Heinrich Strobel-Stiftung des Südwestfunks we Fryburgu Bryzgowijskim. Od 1983 roku członek Królewskiej Akademii Sztuki Pięknych, także członek berlińskiej Akademie der Künste (1985) i szwedzkiej Królewskiej Akademii Muzycznej (1988).
Odznaczony Krzyżem Wielkim Orderu Cywilnego Alfonsa X Mądrego (2015).

## Twórczość
Początkowo był kontynuatorem stylu narodowego w muzyce hiszpańskiej, później zaczął nawiązywać do twórczości Strawinskiego i Bartóka. Pod koniec lat 50., pod wpływem zetknięcia się z dorobkiem szkoły darmstadzkiej, przeszedł na pozycje awangardowe. Przejściowo uprawiał punktualizm w stylu postwebernowskim, z czasem zaczął interesować się sonorystyką, stosując nałożenia skomplikowanych, zagęszczonych płaszczyzn dźwiękowych i procedury aleatoryczne. Sięgał po zdobycze muzyki elektronicznej, łącząc zespół wykonawczy z taśmą magnetyczną lub stosując bezpośrednie przetworzenia brzmienia orkiestry z wielokanałową projekcją przestrzenną.

## Kompozycje
Na podstawie materiałów źródłowych:

### Utwory orkiestrowe
- Scherzo (1951)
- Concertino na smyczki (1956)
- Dos movimientos na kotły i smyczki (1956)
- Partita na wiolonczelę i orkiestrę (1957–1958), także wersja na gitarę i orkiestrę (1973)
- Rapsodia española na fortepian i orkiestrę (1959–1960)
- 5 mikroforma (1960)
- Sinfonía para tres grupos instrumentales (1963)
- Secuencias (1965)
- Anillos (1968)
- Requiem por la libertad imaginada (1971)
- Elegías a la muerte de tres poetas españoles (1975)
- Tiento (1980)
- Versus (1983)
- Tiento del primer tono y Batalla Imperial (1986)
- Líneas y puntos na 20 instrumentów dętych i dźwięki elektroniczne (1967)
- Planto por las victimas de la violencia na zespół kameralny i elektronicznie przetworzony dźwięk (1971)
- Variaciones sobre la resonancia de un grito na 11 instrumentów, taśmę i elektronicznie przetworzony dźwięk (1977)
- Slava da budjet mir s toboj na 15 instrumentów dętych blaszanych (1986)
- Concertino na orkiestrę smyczkową (1965)
- Pourquoi na orkiestrę smyczkową (1975)
- Fantasia sobre una sonoridad de G.F. Händel na orkiestrę smyczkową (1981)
- Fibonaciana na flet i orkiestrę (1969)
- Pinturas negras na orkiestrę z koncertującymi organami (1969)
- Procesional na 2 fortepiany, instrumenty dęte i perkusję (1974)
- 2 koncerty wiolonczelowe (I 1974, II „No queda mas que el silencio” 1984)
- 2 koncerty fortepianowe (I 1952–1953 zrewid. 1956, II 1987)
- Koncert skrzypcowy (1979)
- Sínfonia ricercata na organy i orkiestrę (1983)
- Koncert podwójny na skrzypce i altówkę (1984)
- Tiempo para espacios na klawesyn i smyczki (1974)
- Mizar na 2 flety, smyczki i perkusję (1977)
- Koncert na flet i sekstet smyczkowy (1982)
- Dortmunder Variationen (1986–1987)
- Preludio à Nemesis (1988–1989)
- Koncert na kwartet saksofonowy (1989–1990)
- Passacalle escurialense na smyczki (1992)
- Mural Sonante (1993–1994)
- Odradek: Hommage à Franz Kafka (1997)

### Utwory kameralne
- 3 kwartety smyczkowe (I „Trez piezas” 1955, II „Mémoires” 1970, III 1978)
- Espejos na 4 perkusje i taśmę (1963)
- Antiphonismói na 7 wykonawców (1969)
- Oda para felicitar a un amigo na flet altowy, klarnet basowy, altówkę, wiolonczelę i perkusję (1969)
- Noche activa del espiritu na 2 fortepiany i modulatory kołowe (1973)
- Mizar I na 2 flety, 3 perkusje i smyczki (1977)
- Mizar II na 2 flety i elektronicznie przetworzony dźwięk (1979)
- Sonata na skrzypce (1959)
- Codex na gitarę (1963)
- Wariacje na temat eSACHERe na wiolonczelę (1975)
- Adieu na klawesyn (1978)
- Debla na flet (1980)
- Ricercare na organy (1981)
- Cadencia na fortepian (1983)
- Canción callada na skrzypce, wiolonczelę i fortepian (1988)
- Con bravura y sentimiento na kwartet smyczkowy (1991)
- Fractal na kwartet saksofonowy (1991)
- Tinguely-Fanfare na zespół dęty (1996)
- Sonata na gitarę solo (1998)

### Utwory wokalno-instrumentalne
- Antífona Pascual na solistów, chór i orkiestrę (1952)
- Misa Ducal na chór i organy lub orkiestrę (1955–1956)
- Misa de la juventud na chór i orkiestrę (1965)
- In Memoriam Anaïck na recytatora dziecięcego, chór, instrumenty dęte i perkusję (1966)
- Gaudium et spes na 2 chóry 16-głosowe i taśmę (1972)
- Oración a Platero na chór dziecięcy, recytatora, chór mieszany i 5 perkusji (1975)
- Jarchas de dolor de ausencia na 12 głosów solowych (1979)
- Brecht-Lieder na głos i orkiestrę, także w wersji na głos i 2 fortepiany (1967)
- Noche pasiva del sentido na sopran, 2 perkusje i 4 magnetofony z dwoma pętlami (1971)
- Himno a Santa Teresa na sopran, chór, instrumenty dęte, perkusję i organy (1981)
- Leyendo a Jorge Guillén na narratora, altówkę i wiolonczelę (1982)
- Dona nobis pacem na chór i instrumenty (1983–1984)
- Tres poemas de la lirica española na baryton i orkiestrę (1986)
- In exspectatione resurrectionis Domini na baryton, chór mieszany lub 4-głosowy chór męski i orkiestrę (1965)
- kantata Yes, speak out, yes na sopran, baryton, 2 chóry mieszane i 2 orkiestry z 2 dyrygentami (1968)
- Symphosion na baryton, chór mieszany i orkiestrę (1968)
- Officium defunctorum na chór mieszany, głos chłopięcy i orkiestrę (1977)
- Canciones de Al Andalus na mezzosopran i kwartet smyczkowy (1987–1988)
- Dos motetes na 3 chóry (1988)
- Siete cantos de España na sopran, baryton i orkiestrę (1991–1992)
- Veni creator spiritus na 2 chóry i zespół instrumentalny (1992)

### Utwory sceniczne
- balet Saeta (1955)
- dziecięca telewizyjna opera kameralna El pastor y la estrella (1959)
- environment akustyczno-operowy Le soledad sonora (...) La musica callada (1983)
- opera Don Quijote (2000)